# Bob Blizzard
Robert "Bob" Blizzard, född 31 maj 1950 i Bury St Edmunds, Suffolk, död 5 maj 2022, var en brittisk labour-politiker. Han var parlamentsledamot för valkretsen Waveney från valet 1997 till valet 2010.